# قومول
قومول أو هامي ((بالصينية: 哈密)، الأويغورية: قۇمۇل) هي مدينة بمستوى محافظة في شرق شينجيانغ، الصين. وهي مشهورة ببطيخ قومول "هامي" الحلو. في أوائل عام 2016، اندمجت مدينة هامي السابقة بمستوى المحافظة مع ولاية هامي لتشكيل مدينة بمستوى محافظة هامي لتصبح مدينة بمستوى محافظة في منطقة ييتشو. منذ عهد أسرة هان، اشتهرت قومول بإنتاجها للمنتجات الزراعية والموارد الخام.